# Diocese de Ciudad Juárez
A Diocese de Ciudad Juárez (em latim: Dioecesis Civitatis Iuarezensis) é uma diocese da Igreja Católica localizada no município de Juárez, no estado de Nuevo León, pertencente a Arquidiocese de Chihuahua no México. Foi fundada em 10 de abril de 1957 pelo Papa Pio XII. Com uma população católica de 1.343.000 habitantes, sendo 79,6% da população total, possui 77 paróquias com dados de 2021.

## História
Em 10 de abril de 1957 o Papa Pio XII cria a Diocese de Ciudad Juárez através do território da Diocese de Chihuahua. Em 1958 a Diocese de Ciudad Juárez tem sua província eclesiástica alterada, passando de Durango para Antequera. Em 1966 a diocese juntamente cm a Arquidiocese de Chihuahua e a Diocese de Ciudad Obregón perdem território para a formação da Prelazia Territorial de Madera. Em 1977 perde território para a formação da Prelazia Territorial de Nuevo Casas Grandes.

## Lista de bispos
A seguir uma lista de bispos desde a criação da diocese em 1957.
|                                  | Nome                         | Período                 | Notas                                   |
| Bispos de Ciudad Juárez          | Bispos de Ciudad Juárez      | Bispos de Ciudad Juárez | Bispos de Ciudad Juárez                 |
| -------------------------------- | ---------------------------- | ----------------------- | --------------------------------------- |
| 4º                               | José Guadalupe Torres Campos | 2014 - atual            |                                         |
| 3º                               | Renato Ascencio León         | 1994 - 2014             |                                         |
| 2º                               | Juan Sandoval Íñiguez        | 1992 - 1994             | Nomeado arcebispo de Guadalajara        |
| 1º                               | Manuel Talamás Camandari     | 1957 - 1992             |                                         |
| Bispo coadjutor de Ciudad Juárez |                              |                         |                                         |
| 1º                               | Juan Sandoval Íñiguez        | 1988 - 1992             | Nomeado bispo dessa diocese             |
| Bispo auxiliar de Ciudad Juárez  |                              |                         |                                         |
| 1º                               | José Guadalupe Torres Campos | 2005 - 2008             | Nomeado futuramente bispo dessa diocese |